# Franse presidentsverkiezingen 2017
De Franse presidentsverkiezingen van 2017 vonden plaats op 23 april (eerste stemronde) en 7 mei 2017 (tweede stemronde).
Tijdens deze verkiezingen werd de president van Frankrijk gekozen voor een periode van vijf jaar. Het waren de elfde presidentsverkiezingen in de Vijfde Franse republiek (en de tiende met algemeen kiesrecht).

## Peterschap
Om officieel als kandidaat te worden aanvaard, dienden minstens 500 peterschappen te worden verzameld bij de daartoe gemachtigde overheidspersonen (parlementsleden, senatoren, burgemeesters, voorzitters van regionale raden enz.), in totaal 41.000 personen. Bereikten het minimum aantal peters:
- François Fillon (3 635 peters)
- Benoît Hamon (2 039 peters)
- Emmanuel Macron (1 829 peters)
- Jean-Luc Mélenchon (805 peters)
- Jean Lassalle (708 peters)
- Nicolas Dupont-Aignan (707 peters)
- Nathalie Arthaud (637 peters)
- Marine Le Pen (627 peters)
- François Asselineau (587 peters)
- Philippe Poutou (573 peters)
- Jacques Cheminade (528 peters).

Bereikten niet het aantal peters:
- Rama Yade (353 peters)
- Alexandre Jardin (168 peters)
- Charlotte Marchandise (135 peters)
- Michèle Alliot-Marie (74 peters)
- Oscar Temaru (109 peters)
- Henri Guaino (33 peters).

## Verkiezing
De Franse president wordt gekozen door middel van algemeen kiesrecht voor een periode van vijf jaar. Om in de eerste ronde te kunnen winnen moet een kandidaat meer dan 50% van de stemmen behalen; in de tweede ronde wint de kandidaat met de meeste stemmen. Tot hiertoe behaalde geen enkele kandidaat een absolute meerderheid in de eerste ronde en waren er dus telkens twee stemrondes nodig.

## Kandidaten
Op 18 maart 2017 stelde de Grondwettelijke Raad de definitieve lijst vast met elf kandidaten die de vereiste handtekeningen hadden ingezameld.
Hoofdkandidaten
De volgende kandidaten haalden minstens vijf procent in de peilingen.

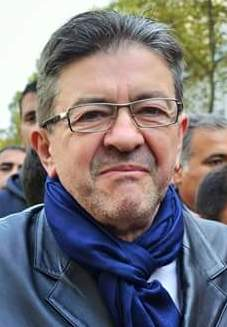
Jean-Luc Mélenchon (La France insoumise)
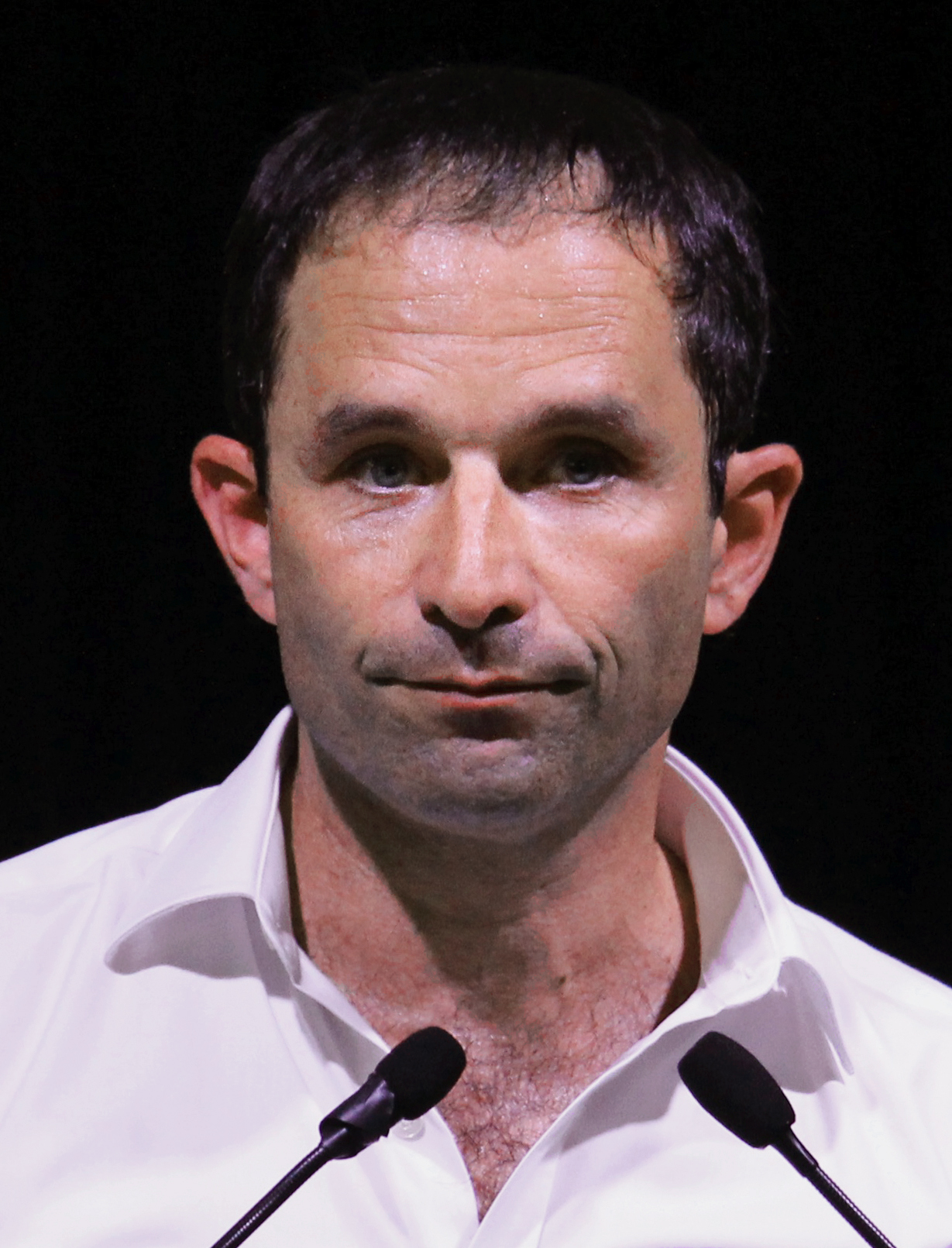
Benoît Hamon (Parti socialiste) (geselecteerd in de voorverkiezingen in januari 2017)
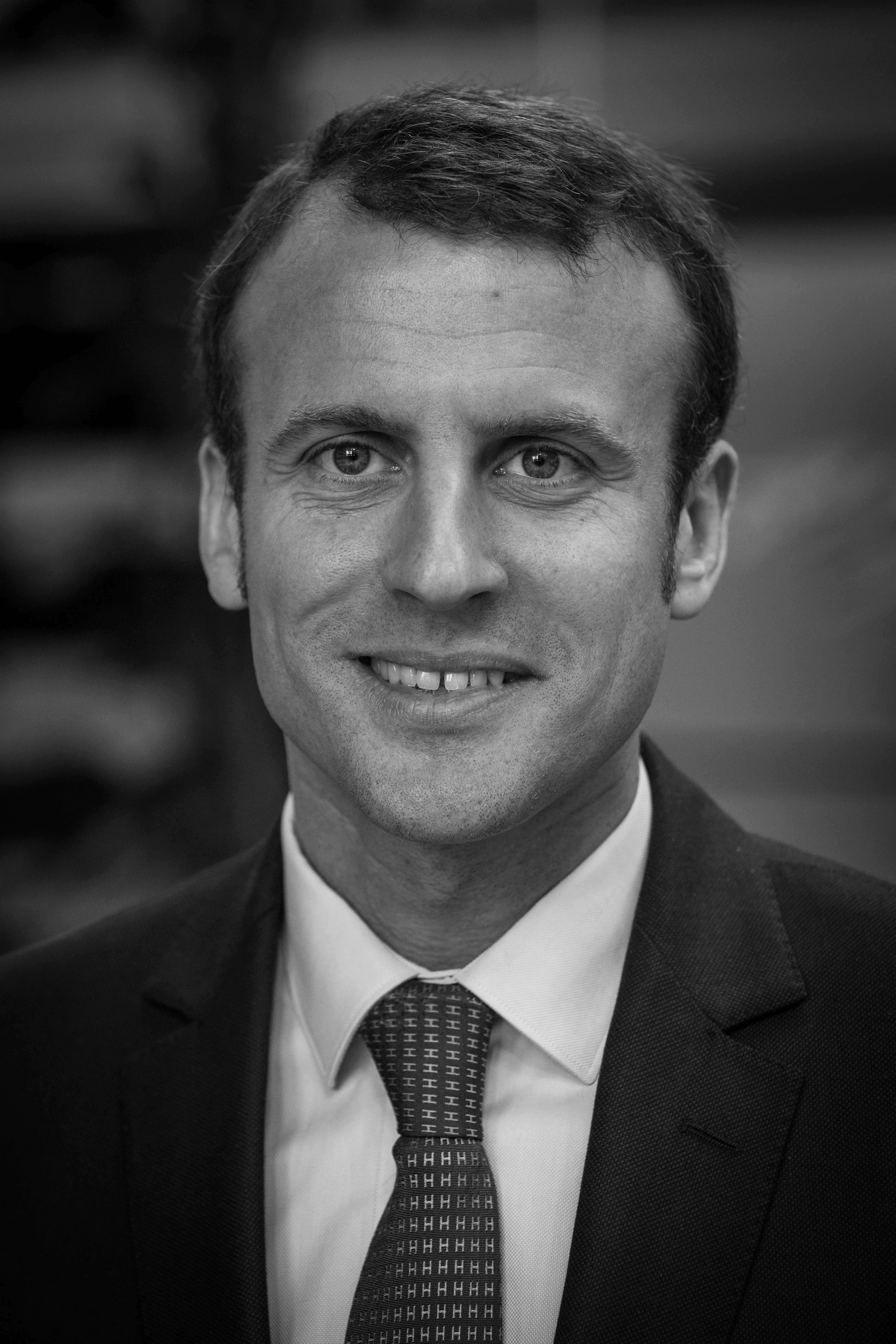
Emmanuel Macron (onafhankelijk met zijn beweging "En Marche!"; voormalig minister van de Parti socialiste)
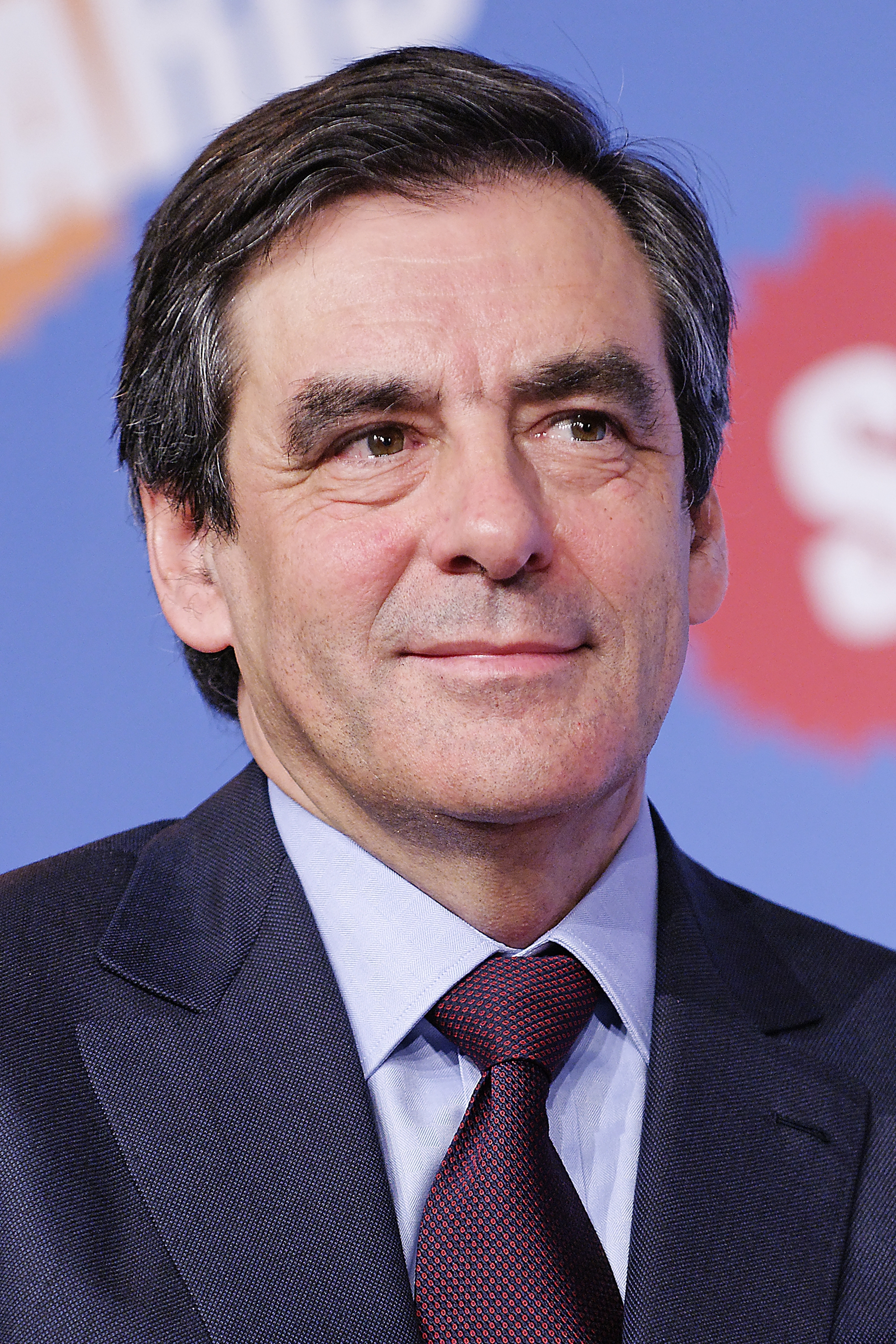
François Fillon[6] (Les Républicains)(geselecteerd in de voorverkiezingen in november 2016)
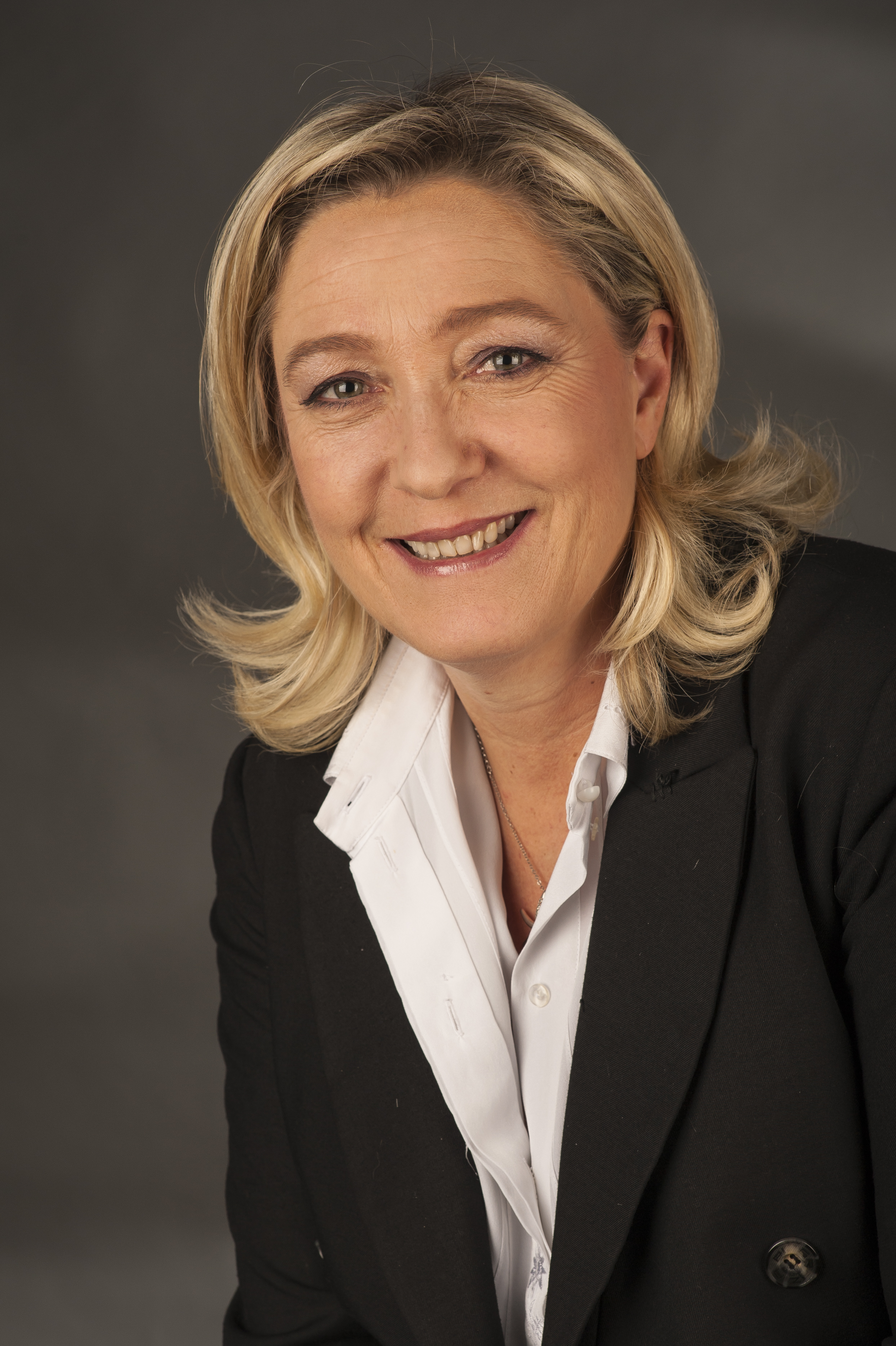
Marine Le Pen (Front national)

Andere kandidaten
De volgende personen waren kandidaat vanwege een kleine partij of ten persoonlijke titel en haalden minder dan vijf procent in de peilingen.
- Nathalie Arthaud (Lutte ouvrière)[9]
- Philippe Poutou (NPA)
- Jean Lassalle[10]
- Nicolas Dupont-Aignan (Debout la France)
- Jacques Cheminade
- François Asselineau (Union populaire républicaine)

## Geen kandidaat
Noemenswaardige politici die geen kandidaat waren:
- Frans president François Hollande (Parti socialiste)[11]
- François Bayrou (Mouvement démocrate).[12]

Enkele kandidaten overleefden de voorverkiezingen binnen hun eigen politieke familie niet:
- Nicolas Sarkozy (Les Républicains)[13],
- Alain Juppé (Les Républicains)[14],
- Manuel Valls (Parti socialiste) en
- Arnaud Montebourg (Parti socialiste).
- Yannick Jadot werd geselecteerd tijdens de voorverkiezingen van de groene partij (Europe Écologie Les Verts) maar trok zich in februari 2017 terug om de socialistische kandidaat Benoît Hamon te steunen.
- De onafhankelijke kandidaat Henry de Lesquen trok zich eveneens op 3 maart terug om François Fillon te steunen.

Nadat de vereiste ingezamelde handtekeningen van lokale, regionale of nationale afgevaardigden per 1 maart 2017 publiekelijk waren te raadplegen, trok Christian Troadec (Régions et peuples solidaires) zich terug, nadat volgens zijn verklaring, wegens angst voor politieke en sociale druk bij de politieke mandatarissen, slechts 53 van de 224 aanvankelijk beloofde handtekeningen inderdaad waren ingediend.

## Voorverkiezingen diverse partijen

### Voorverkiezingen Europe Écologie Les Verts
De politieke partij Europe Écologie Les Verts (EELV) hield op 19 oktober 2016 en 7 november 2016 voorverkiezingen. De winnaar van deze voorverkiezingen, Yannick Jadot, werd de presidentskandidaat.
Uitslag 7 november 2016:
| Afbeelding | Persoon        | Stemmen | Percentage |
| ---------- | -------------- | ------- | ---------- |
|            | Yannick Jadot  | 7.430   | 54,25%     |
|            | Michèle Rivasi | 5.513   | 40,75%     |

### Voorverkiezingen Les Républicains
Op 20 november 2016 en 27 november 2016 hielden Les Républicains (LR), de grote partij van centrumrechts, voorverkiezingen. De winnaar van deze voorverkiezingen, François Fillon, was automatisch presidentskandidaat voor de presidentsverkiezingen van 2017.
Uitslag 27 november 2016:
| Afbeelding | Persoon         | Stemmen   | Percentage |
| ---------- | --------------- | --------- | ---------- |
|            | François Fillon | 2.851.487 | 66,5%      |
|            | Alain Juppé     | 1.435.667 | 33,5%      |

### Voorverkiezingen Parti socialiste
De Parti socialiste, de partij van zittend president Hollande hield op 22 januari 2017 en 29 januari 2017 voorverkiezingen. Op 1 december 2016 kondigde president Hollande aan zich niet herverkiesbaar te stellen. Zijn beslissing was uniek in de recente Franse geschiedenis, en kwam er in het licht van zijn lage populariteit en van de verdeeldheid aan linkerzijde.
In de eerste ronde van de voorverkiezingen op 22 januari 2017 kregen Benoît Hamon en Manuel Valls de meeste stemmen en gingen door naar de tweede ronde. Voormalig minister Hamon had uitgesproken linkse standpunten terwijl voormalig premier Valls gezien werd als de kandidaat van de rechterzijde van de PS. In de tweede ronde won Hamon.
Uitslag 29 januari 2017:
| Afbeelding | Persoon      | Stemmen   | Percentage |
| ---------- | ------------ | --------- | ---------- |
|            | Benoît Hamon | 1.196.253 | 58,71%     |
|            | Manuel Valls | 841.310   | 41,29%     |

## Debatten voorafgaande aan de presidentsverkiezingen
| Datum              | Televisiezender | Debatleiders                               | Genodigden | Winnaar                                               |
| ------------------ | --------------- | ------------------------------------------ | --- | ----------------------------------------------------- |
| 20 maart 21:00 uur | TF1 LCI         | Anne-Claire Coudray Gilles Bouleau         | Jean-Luc Mélenchon (La France insoumise) Benoît Hamon (PS) Emmanuel Macron (En marche !) François Fillon (LR) Marine Le Pen (FN) | Emmanuel Macron OpinionWayHarris                      |
| 4 april 20:40 uur  | BFM TV CNews    | Ruth Elkrief Laurence Ferrari              | Nathalie Arthaud (LO) Philippe Poutou (NPA) Jean-Luc Mélenchon (La France insoumise) Benoît Hamon (PS) Emmanuel Macron (En marche !) Jean Lassalle (Résistons!) François Fillon (LR) Nicolas Dupont-Aignan (DLR) François Asselineau (UPR) Marine Le Pen (FN) Jacques Cheminade (partijloos) | Jean-Luc Mélenchon OpinionWay/ Emmanuel Macron Harris |
| 3 mei 21:00 uur    | France 2 TF1    | Christophe Jakubyszyn Nathalie Saint-Cricq | Emmanuel Macron (En marche !) Marine Le Pen (FN) | Emmanuel Macron Ifop-Fiducial Harris                  |

## Uitslagen

Kandidaten met het meeste stemmen tijdens de eerste ronde naar departement
Emmanuel Macron
Marine Le Pen
François Fillon
Jean-Luc Mélenchon

Kandidaten met het meeste aantal stemmen in de tweede ronde naar departement
Emmanuel Macron
Marine Le Pen

De eerste ronde vond op 23 april 2017 plaats. De twee kandidaten met de meeste stemmen, Emmanuel Macron en Marine Le Pen plaatsten zich voor de tweede ronde op 7 mei 2017. Hierin werd Macron gekozen als nieuwe president van Frankrijk.
|                                                  | Eerste ronde 23 april 2017 | Eerste ronde 23 april 2017 | Tweede ronde 7 mei 2017 | Tweede ronde 7 mei 2017   |
| ------------------------------------------------ | -------------------------- | -------------------------- | ----------------------- | ------------------------- |
|                                                  | Aantal                     | % van de kiesgerechtigden  | Aantal                  | % van de kiesgerechtigden |
| Kiesgerechtigden                                 | 47.582.183                 |                            | 47.568.693              |                           |
| Niet opgekomen                                   | 10.578.455                 | 22,23                      | 12.101.416              | 25,44                     |
| Opkomst                                          | 37.003.728                 | 77,77                      | 35.467.327              | 74,56                     |
|                                                  |                            | % van de opkomst           |                         | % van de opkomst          |
| Blanco stemmen                                   | 659.997                    | 1,78                       | 3.021.499               | 8,52                      |
| Ongeldige stemmen                                | 289.337                    | 0,77                       | 1.064.225               | 3,00                      |
| Geldige stemmen                                  | 36.054.394                 | 97,45                      | 31.381.603              | 88,48                     |
|                                                  |                            |                            |                         |                           |
| Kandidaat Politieke partij                       | Aantal stemmen             | % van de geldige stemmen   | Aantal stemmen          | % van de geldige stemmen  |
| Emmanuel Macron En marche !                      | 8.656.346                  | 24,01                      | 20.743.128              | 66,10                     |
| Marine Le Pen Front National                     | 7.678.491                  | 21,30                      | 10.638.475              | 33,90                     |
| François Fillon Les Républicains                 | 7.212.995                  | 20,01                      |                         |                           |
| Jean-Luc Mélenchon La France insoumise           | 7.059.951                  | 19,58                      |                         |                           |
| Benoît Hamon Parti socialiste                    | 2.291.288                  | 6,36                       |                         |                           |
| Nicolas Dupont-Aignan Debout la France           | 1.695.000                  | 4,70                       |                         |                           |
| Jean Lassalle Résistons                          | 435.301                    | 1,21                       |                         |                           |
| Philippe Poutou Nouveau Parti anticapitaliste    | 394.505                    | 1,09                       |                         |                           |
| François Asselineau Union populaire républicaine | 332.547                    | 0,92                       |                         |                           |
| Nathalie Arthaud Lutte ouvrière                  | 232.384                    | 0,64                       |                         |                           |
| Jacques Cheminade Solidarité et progrès          | 65.586                     | 0,18                       |                         |                           |

## Goedofslechtverkozen
Onmiddellijk na de presidentsverkiezingen verschenen artikelen die verklaarden dat Macron 'slecht' verkozen was, doordat hij wel 66 % van de stemmen had behaald, maar vanwege het groot aantal blanco (8,5 %) en ongeldige (2,96 %) stemmen, naast het feit van de onthoudingen (25 %), niet boven de 50 % van de ingeschreven kiezers was geraakt, maar strandde op 43,60 %.
Anderen antwoordden hierop dat dit hem (met uitzondering van het ongewone geval Chirac in 2002) in het gemiddelde plaatste van de verkiezingsuitslagen van de presidenten voor hem:
- 1965: de Gaulle 45,27 % (13 miljoen stemmen)
- 1969: Pompidou 37,51 % (11 miljoen stemmen)
- 1974: Giscard 43,77 % (13 miljoen stemmen)
- 1981: Mitterrand 43,76 % (15 miljoen stemmen)
- 1988: Mitterrand 43,16 % (16 miljoen stemmen)
- 1995: Chirac 39,43 % (15 miljoen stemmen)
- 2002: Chirac: 62 % (25 miljoen stemmen)
- 2007: Sarkozy: 42,69 % (18 miljoen stemmen)
- 2012: Hollande: 39,08 % (18 miljoen stemmen)
- 2017: Macron: 43,60 % (20 miljoen stemmen).[18]